# (78432) Helensailer
(78432) Helensailer (2002 QR50) – planetoida z pasa głównego asteroid okrążająca Słońce w ciągu 5,86 lat w średniej odległości 3,25 j.a. Odkryta 29 sierpnia 2002 roku.